# 反強暴安全套

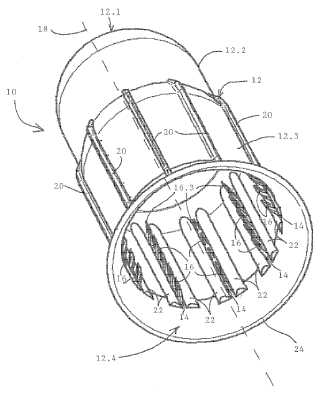
ZA200702952

反強暴安全套（Anti-rape device），是一種阻止強姦的裝置，第一個類似的裝置是15世紀時期的貞操帶。雖然反強暴安全套發明的目的是為了阻止強姦，但是批評者認為應該是懲罰強姦犯來阻止強姦，而不是將防止強姦的責任交給受害者。

## 统计数据
一部分著名的反強暴安全套是在南非这个强奸案发生率高、定罪成功率低的国家创造出来的。南非活动家表示，当地的法律体系在预防或减少强奸和其他针对妇女的暴力行为方面没有起效。
根据世界卫生组织2001年的一项研究，全世界20％的妇女一生中遭受过至少一次的强奸或强奸未遂的经历。

## 早期產品
2000年一名南非人Jaap Haumann發明了反強暴安全套。Haumann的設計包含一把被拉緊的刀片在一個塑料內，當陰莖插入後，少部分陰莖將被去除。
南非的強姦問題十分嚴重，據南非醫學研究委員會的隨機抽樣調查，1700名受訪的男性中有25%承認曾強姦婦女，有些人犯案甚至不止一次。

## 強姦斧
「強姦斧」（Rape-aXe），是另外一種發明裝置，用於防止女性遭到男性性侵的防護具。該防護具是一個乳膠套，內側有齒型倒勾方向的尖牙。其結構是由人類的嘴巴牙齒的功能作用得來的創造靈感，依據人類牙齒具有咬合的特性，把該特性運用到強姦斧裏。當男性陰莖插入強姦斧時，會被倒勾尖牙緊緊夾住不放，並且如果性侵者想自行解開，更會增加痛楚和不適，甚至影響不能排尿，但不會造成流血，性侵者必須尋求醫生的幫助才能將裝置取下。
強姦斧是放置於女性陰道內，就如同女用安全套安裝方式類似。該發明是由蘇尼特·埃勒絲（Sonnet Ehlers）女士發明。其發明動機是她在40年前，曾聽到一名遭強姦的20歲婦女說：「如果我下面那裡有牙齒就好了。」由此得到发明灵感。

## 外部連結
- Official RapeaXe website（页面存档备份，存于） (formerly "RapeX", name changed due to conflict with European trademark - see site for details)